# Speyeria coronis
The Coronis Fritillary (Speyeria coronis) là một loài bướm ngày thuộc họ Nymphalidae of North America. It is common from Baja California to Washington and phía tây đến Colorado and miền tây South Dakota and once reported in Alberta.
This butterfly is mostly orange and yellow coloured with distinct dark-brown bars on the topside. The wing margins are dark with lighter circles then dark crescents. Silvery spots predominate on the yellowish underside.
Wingspan ranges from 60–86 mm (2,4–3,4 in).
Larva feed on Viola sp.

## Similar Species
- Zerene Fritillary – Speyeria zerene
- Edwards' Fritillary – Speyeria edwardsii

## Phụ loài
Listed alphabetically.
- S. c. halcyone (Edwards, 1869)
- S. c. hennei (Gunder, 1934)
- S. c. semiramis (Edwards, 1886)
- S. c. simaetha dos Passos & Grey, 1945
- S. c. snyderi (Skinner, 1897)